# RAF Advanced Air Striking Force
La RAF Advanced Air Striking Force (Force de frappe avancée de la RAF) ou AASF désigne initialement un ensemble de squadrons (groupes de bombardement) de bombardiers légers, de type Fairey Battle, du N°1 Group de la Royal Air Force, créé à la veille de la Seconde Guerre mondiale en vue d'être installé en France, en prévision d'attaques à mener contre l'Allemagne nazie. Avant guerre, il était convenu entre le Royaume-Uni et la France, en cas de conflit, qu'une force constituée de bombardiers légers, de la RAF viendrait occuper des aérodromes français pour agir sur des cibles situées en Allemagne. Le groupe a été formé le 24 août 1939 et s'installa sur des aérodromes situés dans la région de Reims, le 2 septembre 1939. Initialement indépendant du Corps expéditionnaire britannique et rattaché au Air Ministry, il finit par être placé sous l'autorité du quartier général des British Air Forces in France, le 15 janvier 1940. Cette dernière entité, avec à sa tête le Air Vice-Marshal 'Ugly' Barratt, prit également sous son commandement la section Aviation (Air Component) du corps expéditionnaire en France. L'unique chef de la AASF durant la période 1939-1940 fut le Air Vice-Marshal Playfair.
Des considérations politiques (espoir de voir négocier une paix blanche avec l'Allemagne nazie) empêchèrent l'engagement de la AASF, avant l'attaque allemande sur le front Ouest en mai 1940.

## Effectif et engagements

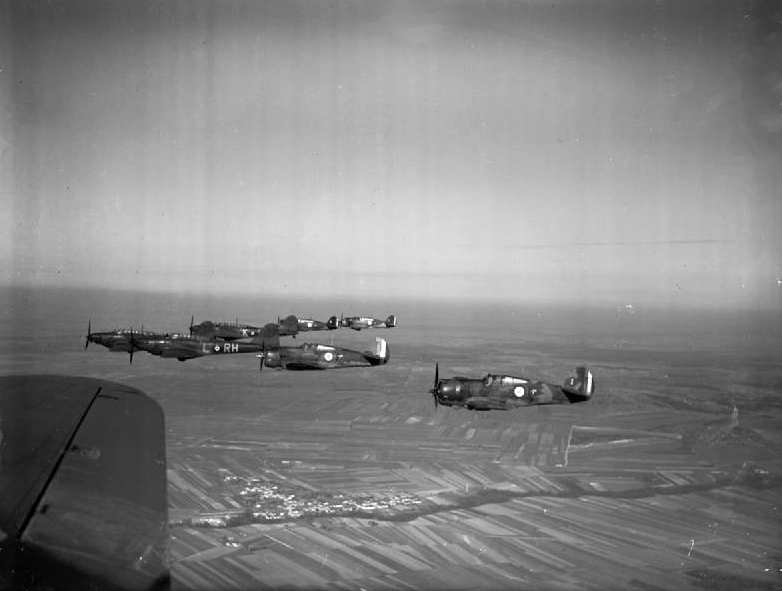
Des Fairey Battle du No. 88 Squadron de la RAF Advanced Air Striking Force, basés a Mourmelon-le-Grand, volant en formation avec des Curtiss P-36 Hawk français de la 1re escadrille du Groupe de Chasse 1/2 (GC 1/2) en février 1940.

Pendant la drôle de guerre, la AASF connut un renforcement de ses composantes. D'abord constituée de dix groupes (squadrons) de bombardement de Fairey Battles, ceux-ci tombèrent au nombre de huit, quand 15 Sqn. at 40 Sqn. s'échangèrent pour deux squadrons de bombardiers moyens (d'après les critères de l'époque), les bimoteurs Bristol Blenheim. On s'ajoutait de plus deux groupes (squadrons) chasse avec Hawker Hurricane, renforcés plus tard par un troisième, pour être paré à exécuter n'importe quelle opération.
| Type d'appareil     | Numéro de l'escadrille (squadron)    |
| ------------------- | ------------------------------------ |
| Fairey Battle       | 12, 88, 103, 105, 142, 150, 218, 226 |
| Bristol Blenheim IV | 114, 139                             |
| Hawker Hurricane    | 1, 73, renforcé par le 501           |

Le 10 mai 1940, la AASF alignait 135 bombardiers en état de voler, tandis que l'Armée de l'Air française n'en possédait même pas 100, dont un quart seulement, vraiment modernes.
Les instructions opérationnelles données par les British Air Forces in France étaient les suivantes :

« L'aviation de bombardement s'est révélée extrêmement utile dans le support donné à une armée en mouvement, surtout là où la défense antiaérienne était faible. Il n'est cependant pas prouvé qu'une force de bombardement agissant contre une armée en mouvement, correctement soutenue par toutes les formes de défense antiaérienne et une importante aviation de chasse, atteindra, au prix de peu de perte, ses objectifs. »

Lorsque la AASF intervint contre les troupes allemandes et certains ponts stratégiques, elle enregistra rapidement de lourdes pertes devant le nombre important de chasseurs de la Luftwaffe et l'efficace DCA protégeant l'offensive.
Le Fairey Battle, qui composait l'essentiel de la force de frappe de la AASF, était, en 1940, un avion dépassé. Lent et faiblement armé, avec une équipe de trois mais un seul moteur, il était vulnérable aux chasseurs ennemis allemands. Des huit appareils engagés, le 11 mai, pour attaquer les troupes allemandes traversant le Luxembourg, un seul revint. Son pilote rentra lorsqu'il s'aperçut que trois Battle avaient été perdus par des tirs au sol. Les Blenheim ne firent guère mieux de leur côté : sept des neuf envoyés contre une colonne allemande sur la ligne Maastricht-Tongres, le 12 mai, ont été abattus après avoir rencontré un groupe de chasse allemand. Le 12 mai au soir, il ne restait plus que 72 bombardiers capables de voler.
Toutes les sorties ne furent pourtant pas aussi désastreuses. Par exemple, la première attaque exécutée par la AASF contre les ponts flottants mis en place sur la Meuse, par les Allemands, à la suite de leur percée, l'a été par dix Battle, à haute altitude, à l'aube du 14 mai. Ils ne rencontrèrent alors aucun chasseur ennemi et repartirent sans subir de perte. Une seconde attaque, plus tard, le même jour, se solda, pour l'AASF, par la perte de 40 appareils sur les 71 engagés. Cette fois-ci, la chasse allemande couvrait le secteur.
Les aérodromes affectés à la AASF depuis le début de la guerre se retrouvèrent bien vite trop proches de la ligne de front, surtout après que les Allemands eurent atteint la Manche (19 mai). La AASF fut contrainte de se replier plus au sud. Autant il avait été prévu que la Section Aviation du Corps expéditionnaire britannique (BEF Air Component) serait transférée en Belgique et avait reçu, en conséquence, les moyens de se déplacer, autant l'AASF se trouvait sans moyen de transport. Environ trois cents camions, appartenant aux Français et n'ayant pas été attribués, furent donc 'empruntés' pour la circonstance. L'AASF parvint à gagner des gares dans la région de Troyes. Les deux squadrons de Blenheim furent dissoutes, la Section Aviation en récupéra les neuf appareils restants. On leur attribua alors un rôle de reconnaissance. Deux squadrons de Fairey Battle furent dissoutes (No 105 Squadron et No 218 Squadron), leurs quatre appareils survivants furent affectés aux six squadrons restantes. Au regard des lourdes pertes obtenues lors de bombardements jour, les opérations s'orientèrent vers le bombardement de nuit. La AASF, à la suite de la détérioration de la situation militaire, fut déplacée sur une zone s'étendant entre Orléans et Le Mans. Là, elle fut renforcée par deux nouvelles squadrons de Hurricane (No 17 Squadron et No 242 Squadron), puis se replia sur Nantes. Le reste des Fairey Battles regagnèrent l'Angleterre le 15 juin, escortés par les chasseurs restants et transférés à Nantes. Certains furent redéployés sur les îles Anglo-Normandes afin de couvrir l'évacuation des unités britanniques embarquant dans les ports du Nord-Ouest de la France. Le 18 juin, les derniers chasseurs repartirent pour l'Angleterre. Le commandement de la AASF fut dissout le 26 juin 1940. La bataille de France, du lancement de l'offensive allemande au retour final au Royaume-Uni, coûta à l'unité 229 appareils.

## Galerie

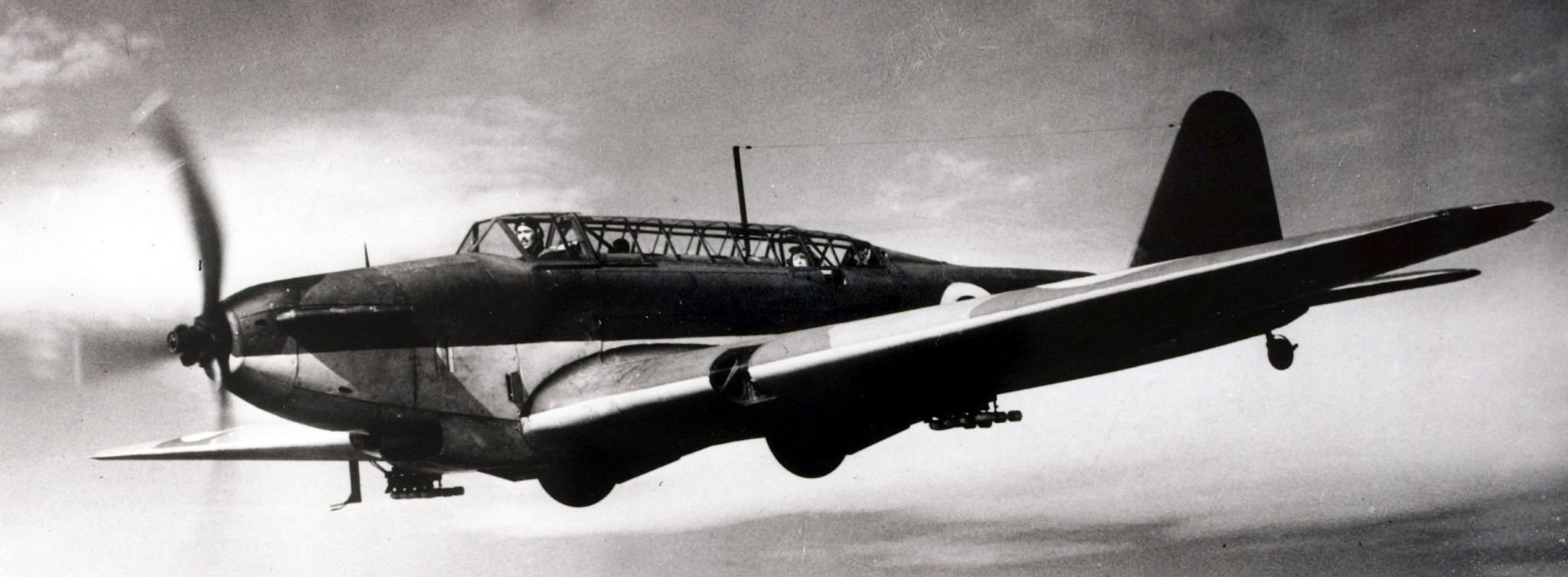
Un chasseur-bombardier Fairey Battle.
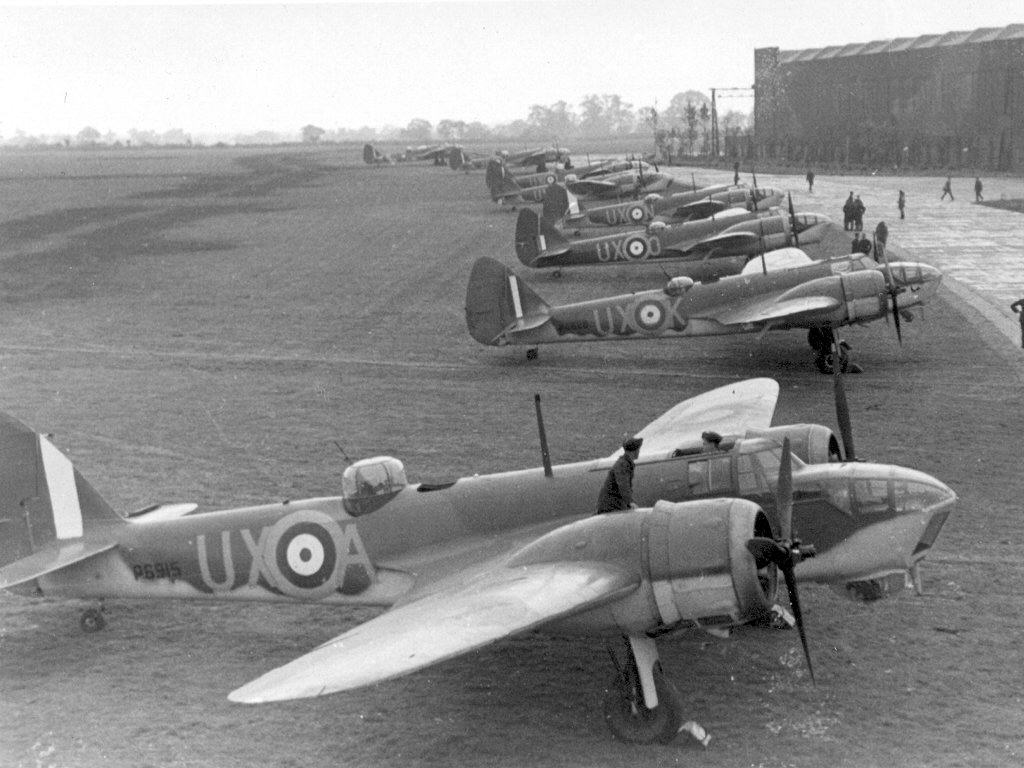
Des bombardiers Bristol 149 Blenheim IV.
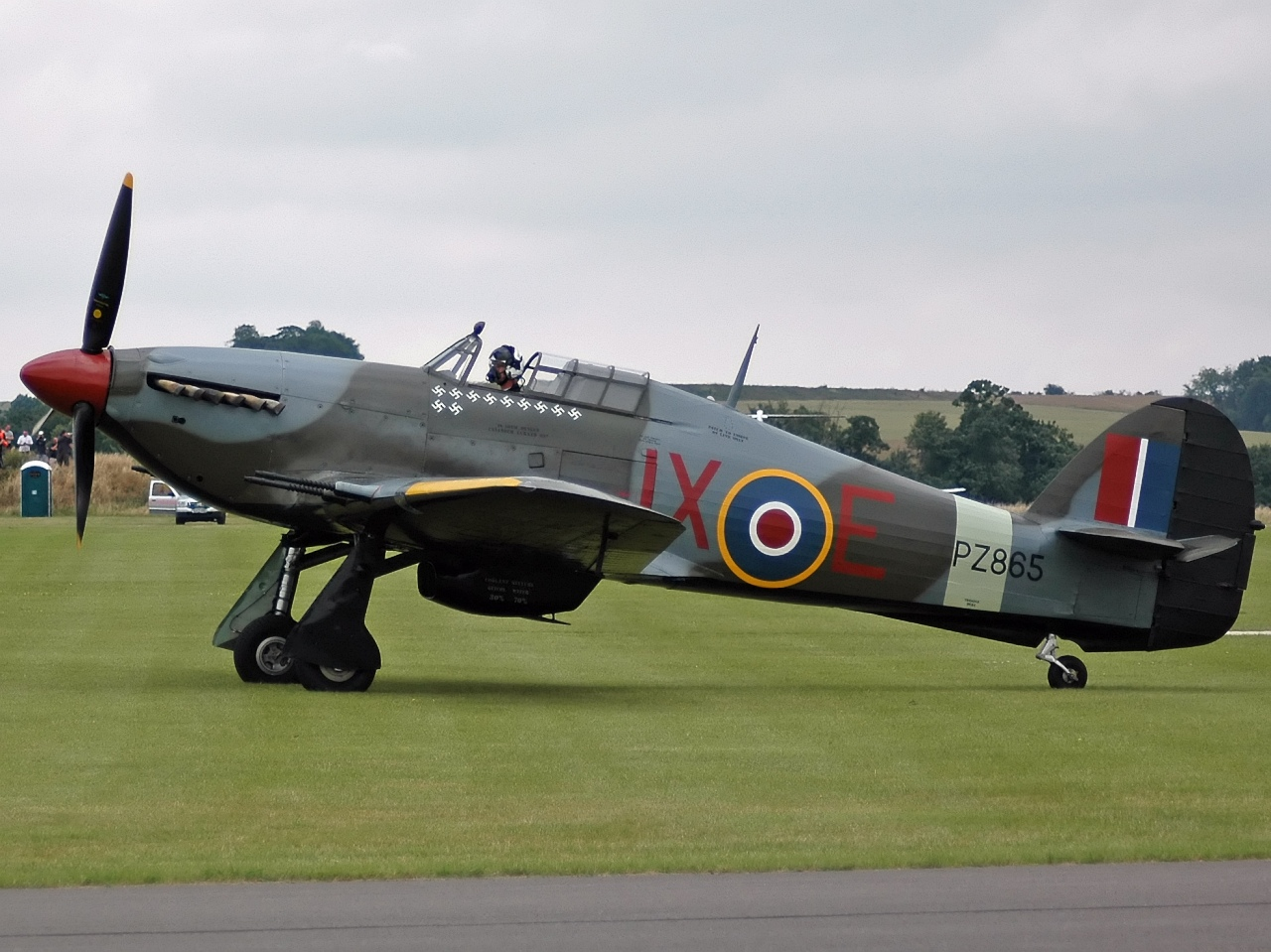
Un chasseur Hawker Hurricane.
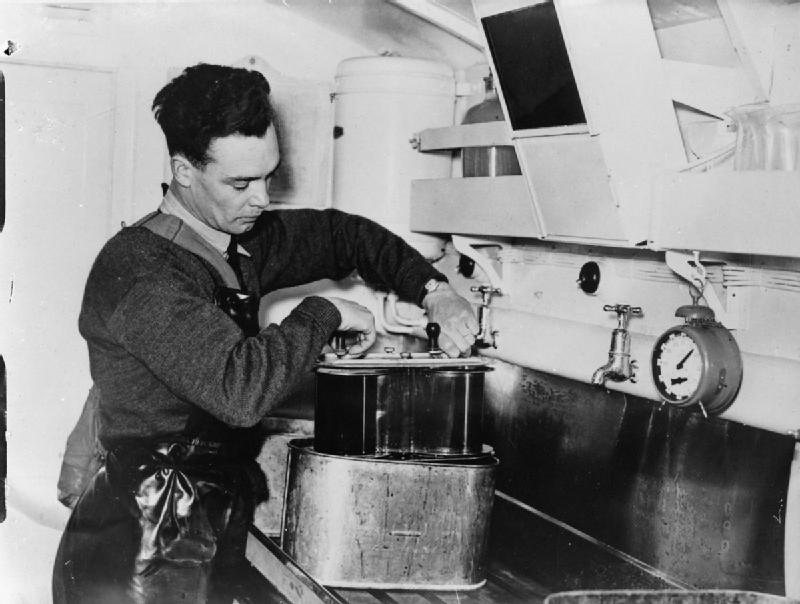
Reconnaissance photographique depuis Bétheniville.
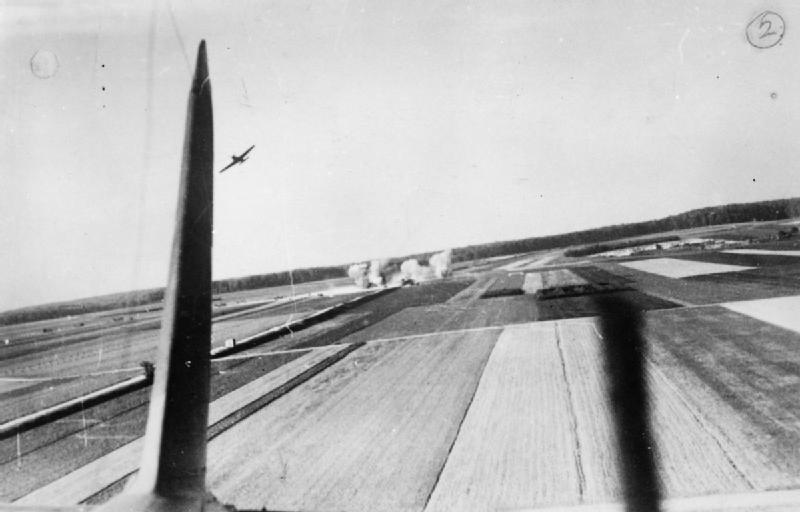
Vue depuis la position du mitrailleur arrière de Fairey Battles bombardant une colonne allemande près de Dunkerque